# Harpactea caucasia
Harpactea caucasia är en spindelart som först beskrevs av Kulczynski 1895.  Harpactea caucasia ingår i släktet Harpactea och familjen ringögonspindlar. Inga underarter finns listade i Catalogue of Life.